# TGIF
TGIF는 "Thank God It's Friday"의 약어로, '신이여 감사합니다 오늘은 금요일이네요' 정도로 해석된다. 직장이나 학교가 끝나는 금요일에 무사히 금요일을 맞거나 다가오는 주말을 축하할 목적으로 사용된다.